# De Gaudeif un sien Meester
De Gaudeif un sien Meester (Der Gaudieb und sein Meister; ndd. gauwe: flink, behände) ist ein Märchen (ATU 325). Es steht in den Kinder- und Hausmärchen der Brüder Grimm ab der 2. Auflage von 1819 an Stelle 68 (KHM 68) auf Plattdeutsch.

## Inhalt

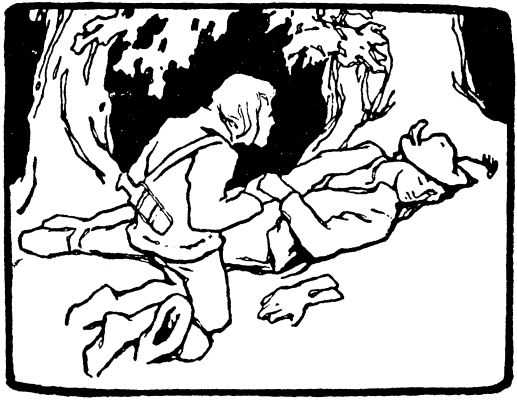
Illustration von Otto Ubbelohde, 1909

Jan bekommt vom Küster hinter dem Altar gesagt, sein Sohn solle gaudieben lernen. Da meint er, es käme von Gott, und bringt seinen Sohn in den Wald zu einer Hütte mit einer Alten und deren Sohn. Der lehrt ihn gaudieben. Der Vater soll nach einem Jahr kommen und nur zahlen, wenn er seinen Sohn nicht mehr erkenne. Er klagt es einem Männchen, das ihm rät, ein Brotkrüstchen vor einen Korb im Rauchfang zu werfen. Das Vögelchen, das herauskommt, ist sein Sohn. Auf dem Heimweg lässt der Sohn sich dann von seinem Vater als Windhund, dann als Pferd teuer verkaufen. Doch das Pferd kauft der Gaudiebmeister, und der Vater vergisst, ihm den Zaum abzunehmen. Es bittet eine Magd darum und wird ein Sperling. Sein Meister verfolgt ihn und unterliegt erst als Sperling, dann als Fisch, schließlich als Huhn, dem der Sohn als Fuchs den Kopf abbeißt.

## Herkunft

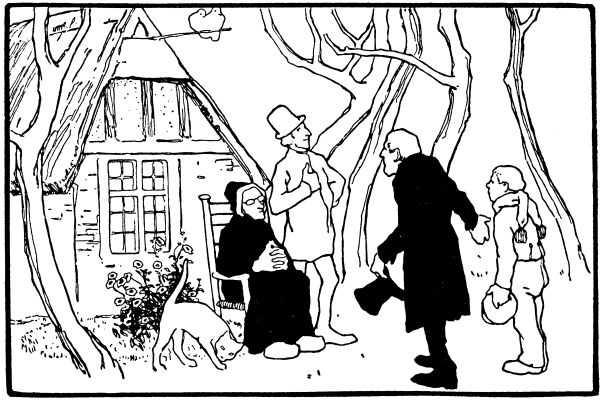
Illustration von Otto Ubbelohde, 1909

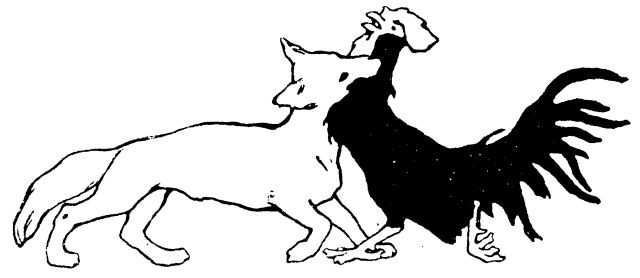
Illustration von Otto Ubbelohde, 1909

Grimms Anmerkung notiert „Aus dem Münsterischen“ und berichtet „Aus Wien eine abweichende Erzählung“: Ein Zaubermeister fragt einen Jungen, ob er schreiben und lesen könne. Als der bejaht, sagt er, dann will er ihn nicht. Da korrigiert sich der Junge, er könne schreien und essen, aber nicht schreiben und lesen. Er arbeitet für ihn, aber liest heimlich die Zauberbücher. Als ihn der Meister erwischt, verwandeln sie sich in Sing- und Raubvogel. Zum Schluss pickt der Junge als Hahn den Meister als Korn auf. Sie nennen noch Müllenhoff Nr. 27, Pröhles Märchen für die Jugend Nr. 26, Straparola 8,5, dänisch bei Etlar „S. 36“, polnisch in der dänischen Sammlung bei Molbech Nr. 66 und bei Lewestam „S. 110“, walachisch bei Schott Nr. 18 „der Teufel und sein Schüler“, serbisch bei Wuk Nr. 6, 1001 Nacht „1, 385. 386“ (wohl Die Geschichte des zweiten Bettelmönchs), KHM 56, 76, 79, eine walisische Sage von Ceridwen „(Mone 2, 521)“, Simplicissimus „S. 212. 235 Mömpelg. Ausg.“, eine Geschichte von Malagis, der Baldaris‘ Zauberbücher liest „(Heidelberg. Handschr. Blatt 19b. 20a)“, ein ungarisches Märchen von der gläsernen Hacke bei Gaal, Gerles böhmische Märchen „S. 241“.
Das Märchen stammt wohl von Jenny von Droste zu Hülshoff, in deren Handschrift man es als Jan un sien Sohn in Grimms Nachlass fand. Vorläufer wären in Straparolas Piacevoli notti 8,5, Gunnlaugrs isländische Jóns biskups saga Ögmundasonar, Ovids Metamorphosen VIII, einleitend im mongolischen Siddhi-Kür. Vgl. motivlich Die Geschichte des zweiten Bettelmönchs (Tausendundeine Nacht), Grimms KHM 129 Die vier kunstreichen Brüder, KHM 139 Dat Mäken von Brakel, KHM 192 Der Meisterdieb, Bechsteins Der alte Zauberer und seine Kinder, Der Zauberwettkampf, Vom Knaben, der das Hexen lernen wollte, Ulrich Jahns Volksmärchen aus Pommern und Rügen Nr. 33 Wie aus einem Schweinehirten ein König ward, Nr. 58 Das Wunderbuch.
Der Erzählkomplex vom Zauberer und seinem Lehrling ist, neben der magischen Flucht (KHM 51, 56) eine der ganz wenigen Stellen im europäischen Märchen mit selbstherbeigeführter Verwandlung. Die Mehrzahl der Überlieferungen erklärt und wertet sie als göttlichen oder dämonischen Fluch. Aber auch die Erklärung, dass der Junge einen Meister hatte, stellt eine Rationalisierung dar. Die Verwandlung ist also nie so selbstverständlich wie im Naturvölkermärchen, wo die Identifikation mit dem Tier gar keines übernatürlichen Akts bedarf. Vergleiche dazu auch KHM 105 Märchen von der Unke.